# 2004년 프랑스 레지옹 선거
2004년 프랑스 레지옹 선거는 26개의 레지옹의 주지사를 선출하기 위해 1차 투표는 2004년 3월 21일에, 2차 투표는 3월 28일에 실시되었다. 사회당을 포함한 좌파 진영이 전체 23개의 지역을 차지하면서 큰 압승을 거두게 되었다. 이 선거는 자크 시라크 대통령과 장피에르 라파랭 총리에게 큰 악영향을 주었다.